# Europäische Begegnungsstätte Franz Stock

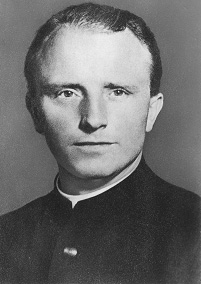
Abbé Franz Stock

Die Europäische Begegnungsstätte Franz Stock befindet sich in der Rue des Bellangeres in Le Coudray bei Chartres. Die Einrichtung wird auch als Séminaire des Barbelés bezeichnet.
Abbé Franz Stock war katholischer Priester und während der deutschen Besatzungszeit im Zweiten Weltkrieg Seelsorger der Gefängnisse von Paris und der Hinrichtungsstätte auf dem Mont Valérien. Nach dem Ende des Zweiten Weltkrieges leitete er das sogenannte Stacheldrahtseminar von Chartres als Rektor. Er gilt als ein Wegbereiter der Deutsch-Französischen Freundschaft. Papst Johannes Paul II. nannte ihn im Jahr 1980 in einer Reihe mit großen Personen der deutschen Geschichte. Am 14. November 2009 eröffnete Hans-Josef Becker, der Erzbischof von Paderborn, das Seligsprechungsverfahren für Franz Stock.

## Ziele

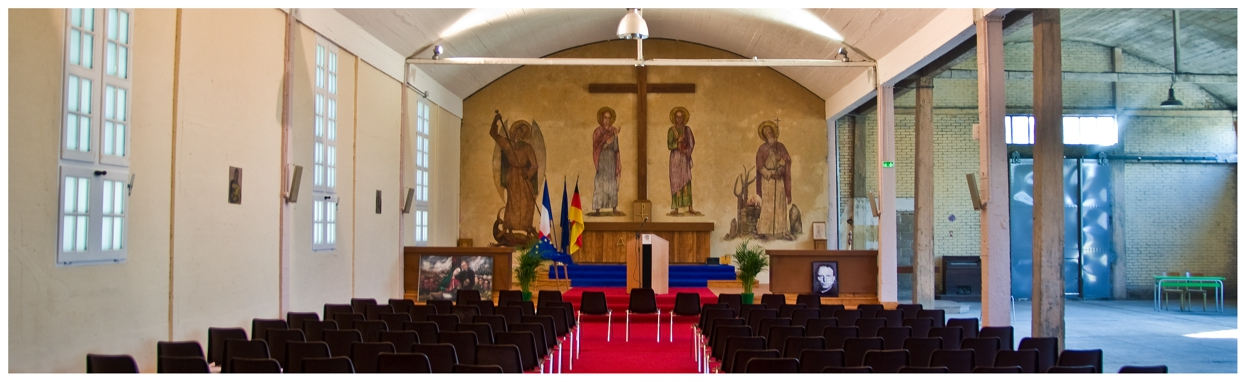
Seminarkapelle, heute

Die Begegnungsstätte ist im ehemaligen Gebäudekomplex des Stacheldrahtseminars von Chartres entstanden. Es handelt sich hier um einen der seltenen Orte, der die deutsch-französische Versöhnung verkörpert. Ziel war es, eine religiös-kulturelle Begegnungsstätte im Sinne des deutsch-französischen Freundschaftsvertrages zu errichten. Sie soll dazu beitragen, dass Europa im Dienste einer Zivilisation des Friedens geistig zusammenwächst, so wie es sich die bedeutenden Gründungspersönlichkeiten des Priesterseminars, der damalige Apostolische Nuntius in Frankreich und spätere Papst Johannes XXIII., Angelo Giuseppe Roncalli, der spätere französische Minister Edmond Michelet und selbstverständlich Franz Stock wünschten.
Ein ursprünglich entwickelter Ausbauplan ließ sich nicht verwirklichen. Zu hoch waren die Kosten, zu niedrig die Spenden und Zuschüsse. Gleichzeitig musste festgestellt werden, dass die Bausubstanz wesentlich schlechter war, als dies zu erwarten war. Auch die Auffassung der Denkmalschützer veränderte sich im Laufe der Zeit. Das Gebäude sollte wesentlich weniger verändert werden. Ohne die Grundidee der Begegnungsstätte aufzugeben, wird daher ein einfacher Ausbaustand entwickelt.
Das Gebäude hat seine essentielle Struktur behalten und soll die Geschichte des Lagers/Seminars darstellen. Die Arbeiten zur Wiederherstellung der Lagerkapelle, das Herz des Projekts, wurden 2011 abgeschlossen. Dabei war es zuvor die vordringliche Aufgabe, die von Franz Stock erstellten Originalfresken zu restaurieren und zu sichern. Auch die noch vorhandenen Kreuzwegstationen von Lothar Zenetti wurden gesichert. Eine umfassende ständige Ausstellung soll mittelfristig entstehen.
Im Rahmen von Führungen wird es den Besuchern ermöglicht sich mit der Geschichte von Franz Stock sowie des Stacheldrahtseminars auseinander zusetzen. Zusätzlich dient das Gebäude als Veranstaltungsort für Theateraufführungen, Ausstellungen, Konzerte und Kongresse. Dabei ist es in das touristische Programm der Stadt Chartres eingebunden.

## Geschichte des Gebäudekomplexes

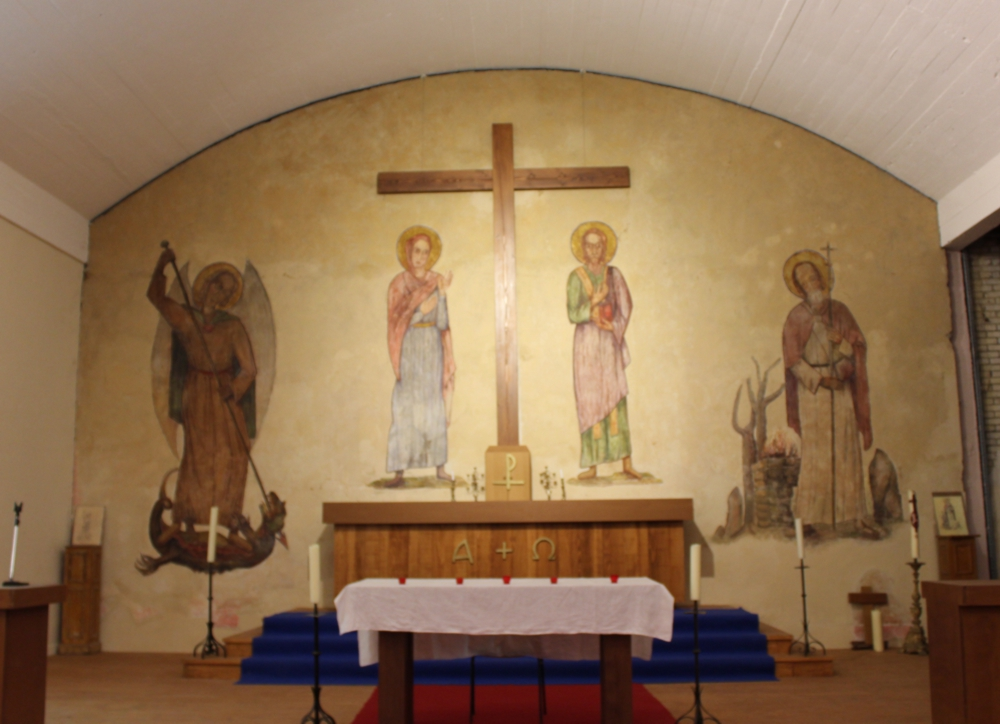
von Franz Stock gemaltes Fresko in der Lagerkapelle des Stacheldrahtseminars, heutiger Zustand

Die Gebäude, die das „Militärlager Coudray“ in der Nähe von Chartres bilden, sind um 1885 entstanden und wurden 1918/1920 von der französischen Armee zu einem Materialdepot umgebaut. Vor dem Zweiten Weltkrieg dienten sie der Unterbringung von Flugzeug-Abwehrmaterial. Während des Zweiten Weltkrieges verwendeten die deutschen Besatzungsbehörden den Komplex als Durchgangslager für nordafrikanische Gefangene und für politische Häftlinge.
Vom Sommer 1945 bis zum Sommer 1947 wurde auf Initiative der französischen Regierung und mit Unterstützung des Apostolischen Nuntius in Frankreich, Angelo Giuseppe Roncalli, dem späteren Papst Johannes XXIII., ein Teil des Lagers (das bis zu 38.500 Gefangene beherbergte) für ein Priesterseminar abgetrennt.
Unter Beibehaltung von Status und Funktionsweise eines Kriegsgefangenenlagers wurden dort alle in französischer Kriegsgefangenschaft befindlichen Priester und Seminaristen zusammengelegt. So konnten sie ihre Studien fortsetzen oder auch beginnen. Für die Jüngsten gab es einen Abiturkurs. Die Universität Freiburg im Breisgau übernahm die Patenschaft über dieses Seminar. Das Seminar, das in seiner Art in der Geschichte der Kirche einzigartig war, bestand über zwei Jahre. Es war das bis dahin größte Priesterseminar, ein „Seminar hinter Stacheldraht“ (Séminaire des barbelés). Insgesamt 949 Dozenten, Priester, Brüder und Seminaristen aus Deutschland und Österreich waren von 1945 bis 1947 dort tätig. Die höchste Belegung gab es im Mai 1946 mit 506 Personen. Ziel war es, jungen Menschen, die berufen waren, im Hinblick auf den moralischen Wiederaufbau Deutschlands praktische und moralische Verantwortung zu übernehmen, eine spirituelle Ausbildung zu geben, um der Indoktrinierung entgegenzuwirken, der sie in der Nazi-Zeit ausgesetzt gewesen waren.
Nuntius Roncalli besuchte das Seminar mehrmals. Am Sonntag nach Weihnachten 1946 erschien der päpstliche Nuntius, um die Segenswünsche des Papstes zu überbringen. Er betonte bei diesem Besuch: „Das Seminar von Chartres gleicht sowohl in Frankreich wie Deutschland zum Ruhme. Es ist sehr wohl geeignet, zum Zeichen der Verständigung und Versöhnung zu werden.“ Das Stacheldrahtseminar existierte bis zum 5. Juni 1947. Die letzten 369 Seminaristen verließen das Gefangenenlager.
Nach der Schließung des Lagers (und des Seminars) im Sommer 1947 wurde das Lager Coudray seinem ursprünglichen Verwendungszweck zugeführt. Mit der Verwaltung wurde die Pioniertruppe beauftragt, bevor es das „Centre Mobilisateur 101“ wurde, in dem seit Beginn der 90er Jahre keinerlei militärische Aktivitäten ausgeübt werden.
Der Block 01, der das „Seminar“ beherbergt hatte, wurde im Jahr 1995 in die Ergänzungsliste zum Denkmalverzeichnis aufgenommen, vornehmlich wegen der von Franz Stock in der Seminarkapelle selbst gemalten Fresken.
Die französische Regierung hat beschlossen, das gesamte Gelände (heute ca. 6,5 ha), das auf dem Gemeindegebiet von Le Coudray liegt, zu veräußern.
Die Anlage wurde seit 2005 gegen den Verfall gesichert und saniert.
Führungen werden angeboten.

## Trägerverein
Zur Errichtung der „Europäischen Begegnungsstätte Franz Stock“ in Chartres haben die Franz-Stock-Vereinigungen aus Deutschland und Frankreich einen gemeinsamen Trägerverein „CERFS – Centre Européen de Rencontre Franz Stock“ gegründet. Dieser ist zwischenzeitlich mit der französischen Franz-Stock-Vereinigung, den Les Amis de Franz Stock verschmolzen.